# Lichtenwörth
Lichtenwörth är en ort och kommun  i Österrike. Den ligger i distriktet Wiener Neustadt-Land i förbundslandet Niederösterreich, 40 kilometer söder om huvudstaden Wien. 